# Frederic Ballell i Maymí
Frederic Ballell Maymí (Guayama, Puerto Rico, 1864 - Barcelona, Catalunya, 1951) fou un fotoperiodista català. Entre 1880 i 1885 va estudiar enginyeria industrial a Barcelona, però aviat es va interessar per la fotografia. Tanmateix, la seva dedicació plena a la disciplina data del primer quart del segle xx, quan es va convertir en un dels membres de la primera generació de fotoperiodistes de Catalunya, al costat d'Alexandre Merletti, Adolf Mas o Fernando Rus. Soci fundador de l'Associació de Premsa Diària de Barcelona, va treballar assíduament per a l'Editorial López, que publicava les revistes L'Esquella de la Torratxa, La Campana de Gràcia, Ilustració Catalana i Feminal. La seva prolífica producció destaca tant per la qualitat com per la diversitat dels temes que aborda.

## Biografia
Era fill de Geroni Ballell natural de Llagostera i d'Emília Maymí Acosta nascuda a Puerto Rico que mor a Blanes l'any 1871. A l'edat de setze anys, Frederic Ballell anà a Barcelona a estudiar Enginyeria industrial, on es matriculà en el curs del 1880; on coincidí amb distingits membres del moment: entre d'altres, Avel·lí Dòria i Bonaplata, Escriptor, Decorador i Industrial. Obtingué el títol l'any 1890.
En aquest moment, a Barcelona, Ballell ja havia anat fent proves amb càmeres fotogràfiques. Es pot relacionar la seva formació tècnica amb l'acostament a les màquines fotogràfiques i tot el món científic que en aquell moment estava envoltant aquella tècnica.
L'any 1888 es casà amb Maria dels Àngels Cuyàs Aguiló, filla de Mataró. La família Cuyàs Aguiló tenia terres a les colònies americanes. No se sap amb certesa on es varen conèixer; el que sí que sabem és que, una vegada casats, varen tornar a Puerto Rico per establir-hi un Laboratori fotogràfic. En aquest moment, mentre Ballell es troba a Puerto Rico, ja fa fotografies on s'interessa més pels esdeveniments que no pas pel retrat o la fotografia estàtica. Algunes d'aquestes imatges mostren els efectes d'un cicló a Ponce, el trasllat d'una casa sobre rodes, la progressiva presència dels soldats nord-americans, etc.
L'any 1897, Ballell torna a ser a Catalunya i no triga gaire a iniciar una col·laboració amb l'Editorial López i amb Francesc Matheu, director de la Il·lustració Catalana. A partir dels anys 20 sembla que va col·laborar fent fotografies al Servei Meteorològic de Catalunya, tasca que va continuar un nebot seu.
A partir de l'any 1924 es va dedicar a una altra de les seves passions: els gossos. Formà part de la Federación Ibérica de Sociedades Protectoras de Animales y Plantas des de la seva constitució, passant a presidir la secció de protecció a les races canines l'any 1928

## Obra
La tasca fotogràfica de Ballell és important pel volum, per la qualitat de les seves fotografies i per l'ampli ventall temàtic que abraça.
Fou un dels socis fundadors de l'Asociación de la Prensa Diaria de Barcelona, on participà fins a una edat avançada; deixa d'aparèixer a la llista de socis l'any 1940.
Hi ha una llacuna pel que fa a la seva tasca una vegada entrats als anys vint; diversos factors indiquen que col·laborà amb el Servei Meteorològic de Catalunya, instal·lat el 1921 a l'Escola Industrial de la Mancomunitat.
No tornem a tenir informació fidedigna de Ballell fins a l'any 1944, que es posa en contacte amb l'Ajuntament de Barcelona, preocupat pel futur de la seva col·lecció de negatius, que, el juliol del 1945, aniran a parar a l'Arxiu Històric de la Ciutat de Barcelona.
L'obra de Frederic Ballell s'ha exposat amb reconeixement d'autor en diverses ocasions: l'abril del 2000 es va presentar per primera vegada una antològica amb el títol de "Frederic Ballell, fotoperiodista" al Palau de la Virreina. Es presentava la figura del fotògraf amb una selecció de còpies d'època per mostrar els diferents procediments fotogràfics emprats, i amb una selecció temàtica positivada de nou en ampliacions grans, que mostrava la gran diversitat de temàtica tractada pel fotògraf al llarg de la seva trajectòria. El mateix any s'exposava una part de la seva producció relacionada amb els desastres marins que jugava amb el concepte de desastre relacionat amb la conservació del material fotogràfic, a la sala d'exposicions de l'Arxiu Històric de la Ciutat de Barcelona amb el títol de "Desastre", organitzada per l'Arxiu Fotogràfic de Barcelona. Aquestes exposicions han itinerat posteriorment a altres sales fora de Barcelona.
El 2010 es va exposar un conjunt singular de fotografies, a la seu de l'Arxiu Fotogràfic de Barcelona. La mostra "Frederic Ballell. La Rambla 1907-1908" tingué lloc entre el març i el maig del 2010. En aquesta exposició es varen poder veure més de cent fotografies originals que ofereixen una visió de la Rambla i dels diferents personatges que configuren la seva heterogenia personalitat. En aquest conjunt d'imatges, Ballell plasmà el devenir diari d'una de les vies de comunicació més importants de principis del segle xx.

## Fons
El fons fotogràfic de Frederic Ballell conté una gran riquesa d'informació sobre la vida barcelonina, principalment, en el primer quart del segle xx. La seva participació en els actes públics importants del moment el fan un fidel seguidor de l'evolució dels fets ciutadans, tant urbanístics com socials. La seva presència constant el dugué a generar un corpus d'unes 2600 fotografies publicades només a Ilustració Catalana i Feminal entre 1903 i 1917.
Fou corresponsal d'ABC, Blanco y negro i La Esfera, de Madrid, on trobem força imatges publicades també en aquest període.
El 14 de febrer de 1944, Ballell adreçà una carta al delegat de Cultura de l'Ajuntament de Barcelona amb la intenció de fer-li conèixer la seva preocupació pel seu fons fotogràfic i l'interès que fos la ciutat qui acabés guardant el fruit de la seva trajectòria professional. El 18 d'abril del mateix any, Ballell tornà a posar-se en contacte amb l'Ajuntament, aquesta vegada amb el director de l'Arxiu, el senyor Duran, demanant una ràpida solució.
Finalment, l'adquisició es va dur a terme entre el juny i el juliol del 1945 i el conjunt de negatius ingressà a l'Arxiu Històric de la Ciutat. Posteriorment, es va fer una selecció de negatius que es dugueren a positivar al taller fotogràfic de Francisco Fazio i es posaren a disposició del públic, els que varen quedar sense positivar, van quedar guardats al dipòsit de l'Arxiu. L'any 2000, després d'un treball de recerca documental i acondicionament físic dels negatius i positius, quedà a la consulta pública tot el fons que avui guarda l'Arxiu Fotogràfic de Barcelona.

## Ballell i la imatge en moviment
Entre els pioners des orígens de la cinematografia a Catalunya, hi trobem l'enginyer i fotògraf Frederic Ballell.
Sabem que Ballell adquirí un aparell anomenat héliocinegraphe, una càmera ideada per dos fotògrafs francesos, Fernand Perret i Joseph Lacroix. Aquest invent tenia múltipes avantatges si el comparem amb d'altres. El fet que Ballell comptés amb la formació com a enginyer el capacitava per revelar les seves pròpies preses.
El que es pot afirmar amb total seguretat és que Ballell tingué un paper clau en la difusió de les projeccions arreu de Catalunya, tasca en la qual l'acompanyava un amic seu, del qual només sabem que es deia Serra. La premsa els qualificava als dos d'enginyers, podria ser, llavors, que es tractés de Joan Artur Serra i Paniagua, amic i company de carrera de Ballell.
La primera ciutat de la qual trobem constància documental que s'hi va dur a terme una projecció de la parella Ballell-Serra és el Masnou. Cal destacar-ne la bona acollida i la gran assistència que varen aconseguir; cosa que confirma la qualitat del seu projector si tenim en compte que la majoria de veïns de la població ja coneixien les projeccions cinematogràfiques gràcies als seus viatges a Barcelona. Després del Masnou, varen passar per Mataró, d'on era originària la seva esposa. També varen passar per Arenys de Mar, o Badalona.

## Obra destacada
- La Rambla (sèrie de fotografies preses entre 1907 i 1908).[8]